# Цријевчићи
Цријевчићи су насељено мјесто у општини Кладањ, Босна и Херцеговина.

## Становништво
|             | 2013.        | 1991.         | 1981.         | 1971.         | 1961.         |
| Укупно      | 255 (100,0%) | 291 (100,0%)  | 262 (100,0%)  | 204 (100,0%)  | 147 (100,0%)  |
| Бошњаци     | 255 (100,0%) | 288 (98,97%)1 | 262 (100,0%)1 | 203 (99,51%)1 | 143 (97,28%)1 |
| Остали      | –            | 3 (1,031%)    | –             | 1 (0,490%)    | –             |
| Југословени | –            | –             | –             | –             | 4 (2,721%)    |

1. 1 На пописима од 1971. до 1991. Бошњаци су пописивани углавном као Муслимани.